# Beraea nigritta
Beraea nigritta är en nattsländeart som beskrevs av Banks 1897. Beraea nigritta ingår i släktet Beraea och familjen sandrörsnattsländor. Inga underarter finns listade i Catalogue of Life.